# Neill Blomkamp
Neill Blomkamp (pronunție în afrikaans [ˈnil ˈblumkamp]; n. 17 septembrie 1979, Johannesburg, Africa de Sud) este un regizor sud-african, producător de film, scenarist și animator.  

## Filmografie

### Feature films
| An   | Titlu      | Scenarist                   | Producător                            | Studio            |
| ---- | ---------- | --------------------------- | ------------------------------------- | ----------------- |
| 2009 | District 9 | Blomkamp and Terri Tatchell | Peter Jackson și Carolynne Cunningham | TriStar Pictures  |
| 2013 | Elysium    | Blomkamp                    | Bill Block, Blomkamp și Simon Kinberg | TriStar Pictures  |
| 2015 | Chappie    | Blomkamp și Terri Tatchell  | Blomkamp și Simon Kinberg             | Columbia Pictures |

### Scurtmetraje
- Tetra Vaal (2004) (regizor, visual FX)
- Tempbot (2005) (regizor)
- Alive in Joburg (2005) (regizor, scenarist, visual FX)
- Yellow (2006) (regizor, visual FX)
- Halo: Landfall (2007) (regizor)
- The Escape (2016) (regizor)
- Rakka (2017) (regizor, co-scenarist)
- Cooking With Bill: Damasu 950 (2017) (regizor, co-scenarist)
- Firebase (2017) (regizor, co-scenarist)
- God: Serengeti (2017) (regizor, co-scenarist)
- Cooking With Bill: Sushi (2017) (regizor, co-scenarist)
- Cooking With Bill: PrestoVeg (2017) (regizor, co-scenarist)
- Cooking With Bill: Smoothie (2017) (regizor, co-scenarist)
- Zygote (2017) (regizor, co-scenarist)
- Kapture: Fluke (2017) (regizor, co-scenarist)
- ADAM: The Mirror (2017) (regizor, co-scenarist)
- Praetoria (2017) (regizor, co-scenarist)
- Gdansk (2017) (regizor, co-scenarist)